# Plinio Clabassi
Plinio Clabassi (1920 – 22 de octubre de 1984) fue un bajo, cantante de ópera, de nacionalidad italiana, con un repertorio musical especialmente centrado en los compositores de su país.

## Biografía
Nacido en Sedegliano, Italia, Plinio Clabassi empezó a cantar muy joven, formando parte del coro masculino "Cantario Santo Stefano", en su ciudad natal, del cual fue también director desde 1946 a 1947. Durante la Segunda Guerra Mundial, sirvió en la campaña de Albania. Tras la contienda, formó parte de la Brigada Mecanizada Granatieri di Sardegna, con sede en Roma. Fue durante ese período cuando él inició su carrera operística cantando en emisiones radiofónicas de la RAI.
Pronto fue invitado a cantar en un gran número de teatros y salas de conciertos de Italia. Su carrera, de unos treinta años de duración, le llevaría a actuar en varios países europeos, en Norteamérica y Sudamérica, así como en Sudáfrica y Australia. Su repertorio era amplio, con compositores dispares como Antonio Caldara, Giovanni Paisiello, Ildebrando Pizzetti, y Franco Alfano, aunque fue principalmente admirado por sus interpretaciones de piezas románticas de compositores siglo XIX como Donizetti, Vincenzo Bellini, Verdi y Puccini.
Un bajo de hermosa voz y admirado por su dignidad e inteligencia escénica, grabó varios discos, tanto en estudio como en directo. Estuvo casado con la cantante de opera Rina Gigli (hija de Beniamino Gigli), con la que actuó en varias ocasiones, entre ellas una producción de Turandot llevada a escena en 1966 en el Teatro de San Carlos de Nápoles.
Plino Clabassi falleció en San Vito al Tagliamento, Italia, en 1984.

## Discografía
- 1951 - Adriana Lecouvreur, de Francesco Cilea
- 1952 - Guillermo Tell, de Gioachino Rossini
- 1954 - Don Carlos, de Verdi
- 1954 - La fuerza del destino, de Verdi
- 1955 - Aida, de Verdi
- 1955 - Il tabarro, de Puccini
- 1955 - Madama Butterfly, de Puccini
- 1955 - Rigoletto, de Verdi
- 1956 - Alfonso y Estrella, de Schubert
- 1956 - Gianni Schicchi, de Puccini
- 1956 - La campana sommersa, de Ottorino Respighi
- 1956 - Il trovatore, de Verdi
- 1957 - Manon, de Massenet
- 1957 - Ana Bolena, de Donizetti
- 1957 - I Lombardi alla prima crociata, de Verdi
- 1957 - Nerone, de Arrigo Boito
- 1957 - Il trovatore, de Verdi
- 1957 - La Gioconda, de Ponchielli
- 1958 - Ana Bolena, de Donizetti
- 1958 - Otelo, de Verdi
- 1959 - Sansón y Dalila, de Saint-Saëns
- 1959 - Otelo, de Verdi
- 1960 – Alcina, de Haendel
- 1961 - La fuerza del destino, de Verdi
- 1962 - Aida, de Verdi
- 1963 - Iris, de Mascagni
- 1964 - La condenación de Fausto, de Hector Berlioz
- 1967 - Lucía de Lammermoor, de Donizetti
- 1967 - Rigoletto, de Verdi
- 1971 – Salomé, de Richard Strauss
- 1972 - La cena delle beffe, de Umberto Giordano
- 1972 - Caterina Cornaro, de Gaetano Donizetti

## Filmografía
- 1956 - La Sonnambula
- 1957 - Il trovatore
- 1958 - Otello
- 1958 - Turandot
- 1959 - Otello
- 1967 - Lucia di Lammermoor
- 1967 - Un ballo in maschera